# Husinec (Horvátország)
 Husinec  falu Horvátországban Krapina-Zagorje megyében. Közigazgatásilag Hrašćinához tartozik.

## Fekvése
Krapinától 28 km-re délkeletre, községközpontjától 5 km-re délnyugatra a megye északkeleti részén, a Horvát Zagorje területén fekszik.

## Története
A településnek 1857-ben 112, 1910-ben 241 lakosa volt. Trianonig Varasd vármegye Zlatari járásához tartozott.
2001-ben 104 lakosa volt.

## Külső hivatkozások
Hrašćina község hivatalos oldala